# Cirolana cubensis
Cirolana cubensis är en kräftdjursart som först beskrevs av Hay 1903.  Cirolana cubensis ingår i släktet Cirolana och familjen Cirolanidae. Inga underarter finns listade i Catalogue of Life.